# Galijola
Galijola är en ö i Kroatien.   Den ligger i länet Gorski kotar, i den västra delen av landet, 190 km sydväst om huvudstaden Zagreb.